# Ergersheim (Bas-Rhin)
Ergersheim (elsässisch Arische) ist eine französische Gemeinde mit 1455 Einwohnern (Stand 1. Januar 2021) im Département Bas-Rhin in der Europäischen Gebietskörperschaft Elsass und in der Region Grand Est.

## Geographie
In Ergersheim kreuzen sich die Departementsstraßen D 30 und D 45. Nachbargemeinden sind Dahlenheim, Osthoffen, Ernolsheim-Bruche, Dachstein und Wolxheim. Nach Straßburg sind es etwa 22 Kilometer.

## Geschichte
Von 1871 bis zum Ende des Ersten Weltkrieges gehörte Ergersheim als Teil des Reichslandes Elsaß-Lothringen zum Deutschen Reich und war dem Kreis Molsheim im Bezirk Unterelsaß zugeordnet.

### Bevölkerungsentwicklung
| Jahr      | 1910 | 1962 | 1968 | 1975 | 1982 | 1990 | 1999 | 2006 | 2017 |
| Einwohner | 792  | 655  | 626  | 585  | 726  | 843  | 937  | 1023 | 1358 |

## Wappen
Das Wappen zeigt den Ortspatron, den Heiligen Nikolaus, zugleich Schutzpatron der St.-Nikolaus-Kirche. Das Salzfass mit den drei Kindern zu seinen Füßen weist auf die Auferweckung der getöteten Scholaren hin, deren Leichen in einem Salzfass eingepökelt waren und die der Hl. Nikolaus nach der Legende wieder zum Leben erweckt haben soll.

## Sehenswürdigkeiten
- Die römisch-katholische St.-Nikolaus-Kirche wurde dem Stadtpatron geweiht. Die Hauptfassade stammt von 1873.
- Die St.-Michaels-Kapelle ist der einzige Zeuge des seit 1444 verschwundenen Dorfes Rimlenheim bei Ergersheim. Diese Kapelle stammt aus dem 12. Jahrhundert. Sie ist in die Weinberge im Tal der Rüsselkäfer eingebettet. Das verschwundene Dorf Rimlenheim wurde erstmals 884 erwähnt. Der Weiler wurde von den Armagnacs, einem wilden Söldnerhaufen, im Jahre 1444 zerstört. Es blieben nur fünf Häuser im frühen 17. Jahrhundert. Die Kapelle wurde einst mit einem von Ostermeyer, Soultz-les-Bains, gemeißelten Altarbild von 1741 zu Ehren der Jungfrau Maria geschmückt. Eine Messe zum Gedenken an die verschwundenen Dorfbewohner wird in dieser Kapelle am 29. September mit einer Wallfahrt gefeiert, dem Tag des Erzengels Michael.
- Das Trappistinnenkloster Abbaye Notre-Dame d’Altbronn. Die Zisterzienser-Nonnen belegen seit 1895 die alte, 1820 gebaute Villa der Simonis, einer aus Italien zugezogenen Familie. Mehrere Mitglieder dieser Familie zeichnen sich in den Reihen des Klerus aus und widmen sich sozialen und karitativen Werken. So z. B. war Jacob Ignatius Simonis (1831–1903) katholischer Geistlicher, Professor und Reichstagsabgeordneter und galt als einer der führenden Köpfe der katholisch-elsässischen Protestlergruppe. Paul Müller-Simonis war Mitgründer der Elsaß-Lothringischen Zentrumspartei (ELZ). Im Jahr 1895 wurde der Villa eine Kirche und ein Klostergebäude angefügt.
- altes Waschhaus von Ergersheim am Bruche-Kanal/Nebengewässer der Ill
- ehemalige Wäscherei, mehrstöckiger quadratischer Turm von 1835, heute Privatbesitz, in Ergersheim am Bruche-Kanal
- der Bruche (Fluss)-Kanal/Nebengewässer der Ill in Ergersheim

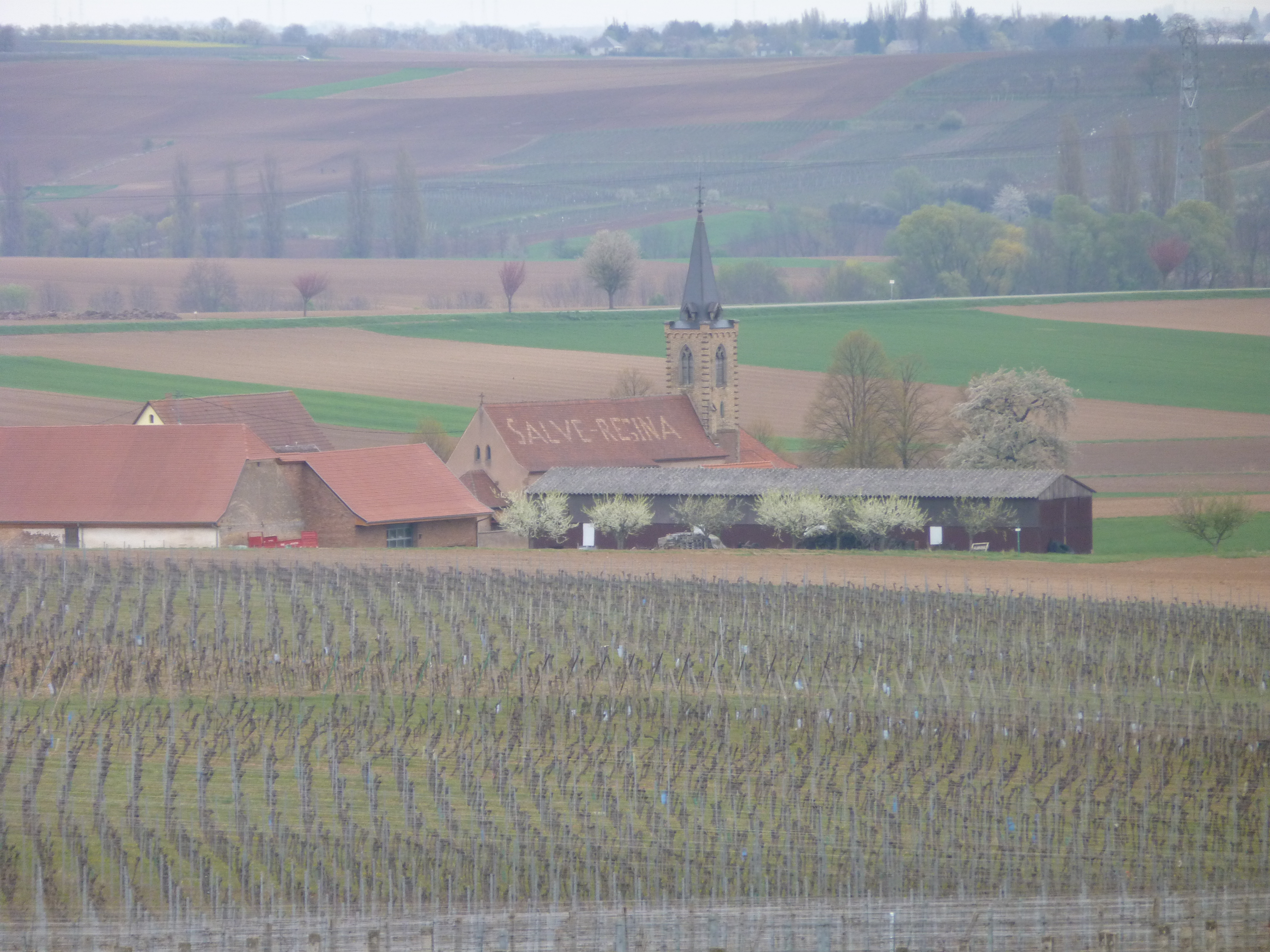
Trappistinnen-Abtei Altbronn
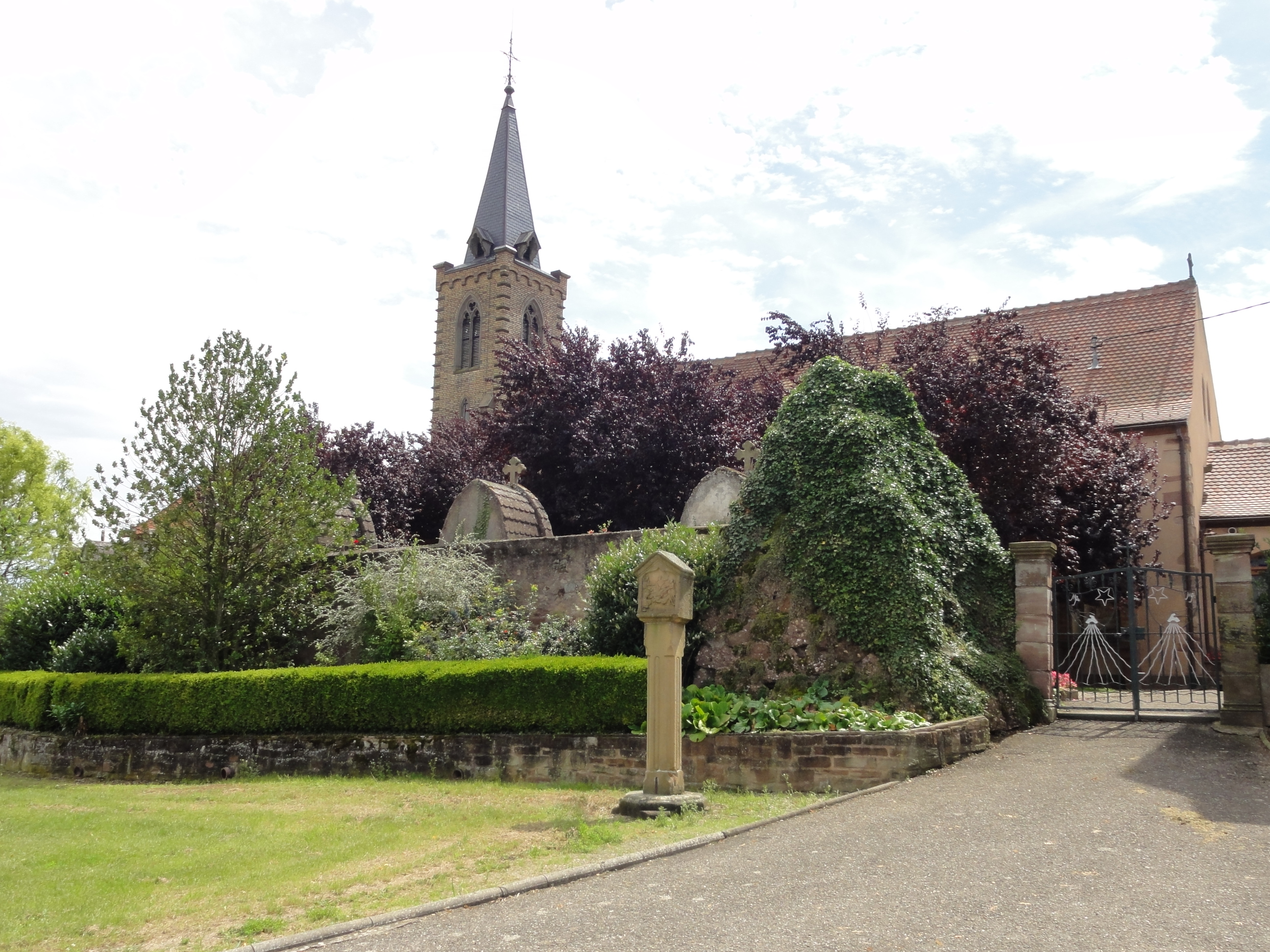
Abtei Altbronn
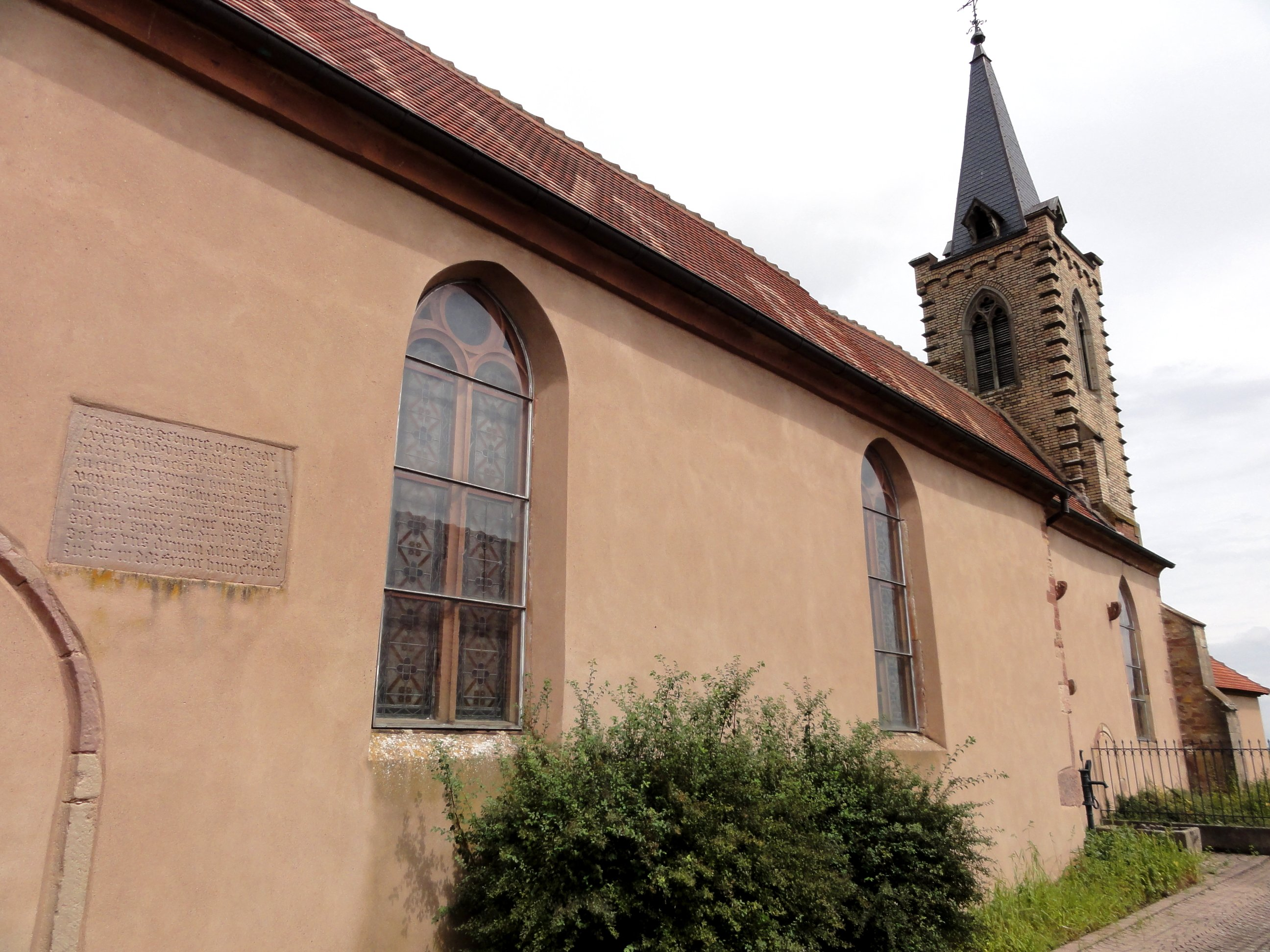
Abteikirche Altbronn
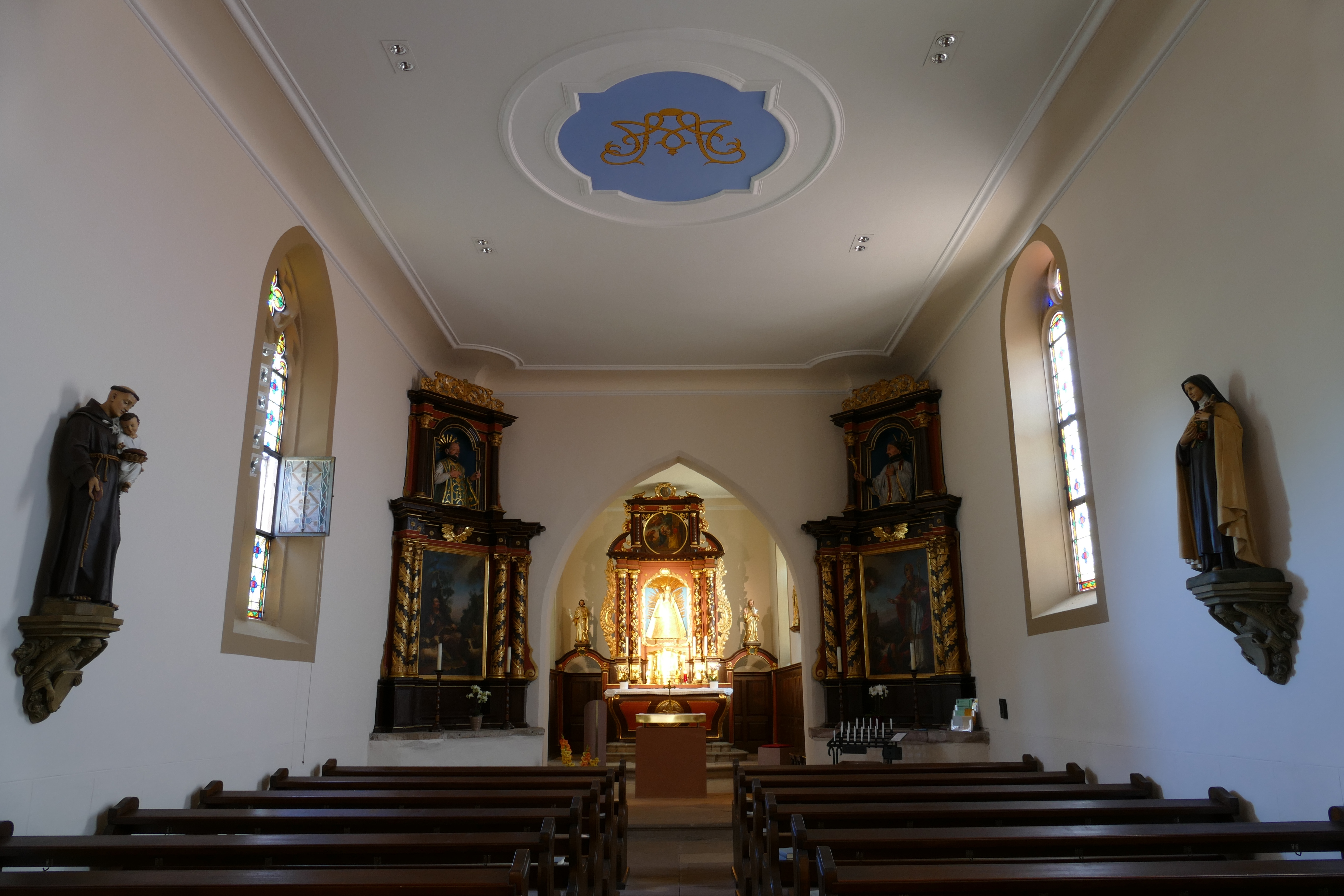
Inneres der Abteikirche
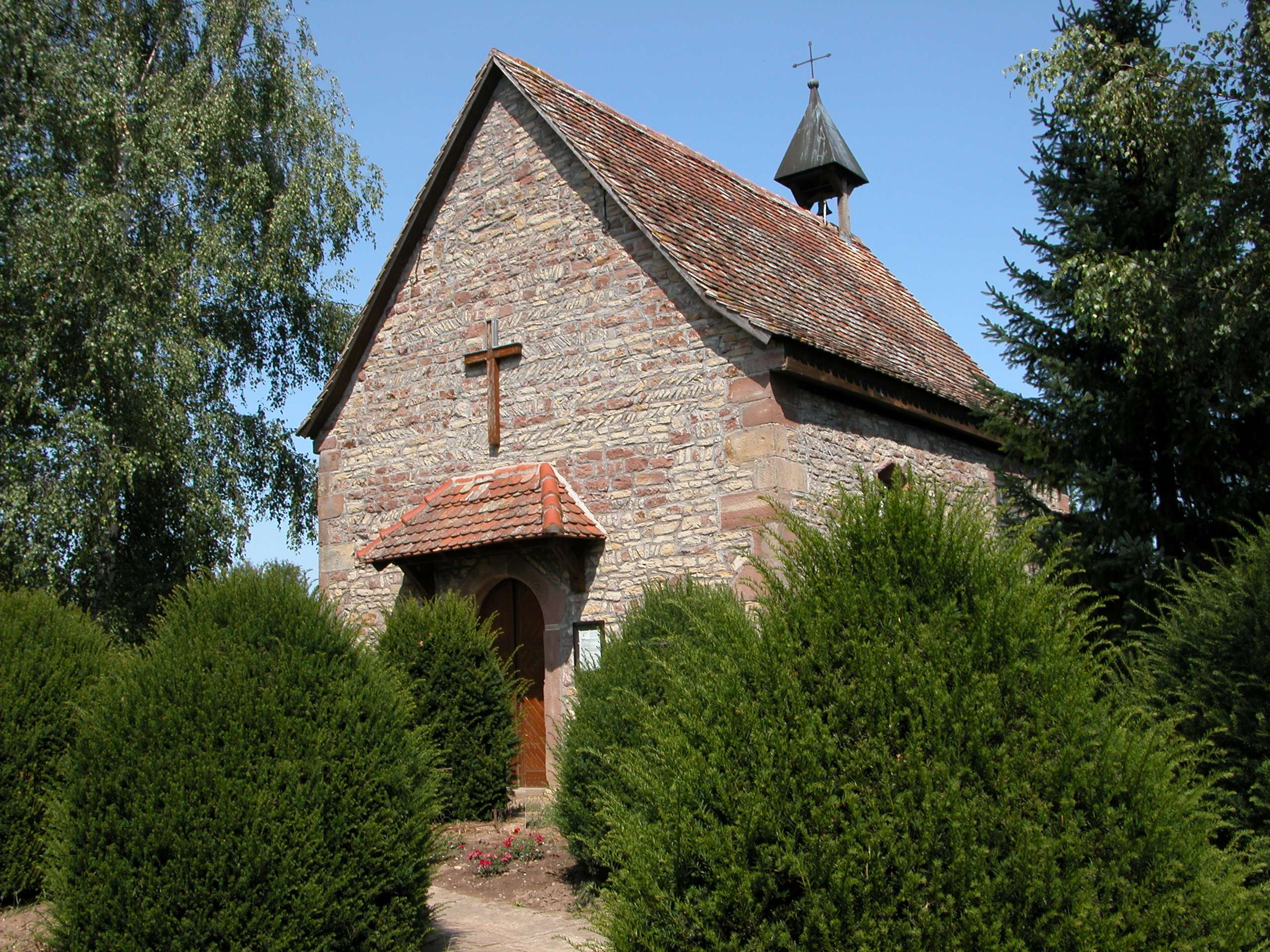
St.-Michaels-Kapelle

## Partnergemeinden
- Ergersheim (Bayern, Deutschland)